# Noemi Ivelj
Noemi Ivelj, född den 1 november 2006, är en schweizisk fotbollsspelare.

## Karriär
Noemi Ivelj inledde sin seniorkarriär i Grasshopper Club Zürich år 2022. Hon har även representerat det schweiziska damlandslaget där hon debuterade år 2023.